# Chagasia bonneae
Chagasia bonneae är en tvåvingeart som beskrevs av Francis Metcalf Root 1927. Chagasia bonneae ingår i släktet Chagasia och familjen stickmyggor. Inga underarter finns listade i Catalogue of Life.